# Каба (місто)
Ка́ба (кат. Cava) — муніципалітет, розташований в Автономній області Каталонія, в Іспанії. Знаходиться у районі (кумарці) Алт Уржель провінції Лєйда, згідно з новою адміністративною реформою перебуватиме у складі Баґарії (округи) Ал Пірінеу і Аран.

## Населення
Населення міста (у 2007 р.) становить 55 осіб (з них менше 14 років — 1,8 %, від 15 до 64 — 69,1 %, понад 65 років — 29,1 %). У 2006 р. народжуваність склала 0 осіб, смертність — 0 осіб, зареєстровано 0 шлюбів. У 2001 р. активне населення становило 23 особи, з них безробітних — 0 осіб.

Серед осіб, які проживали на території міста у 2001 р., 49 народилися в Каталонії (з них 28 осіб у тому самому районі, або кумарці), 5 осіб приїхало з інших областей Іспанії, а 0 осіб приїхало з-за кордону. 

Університетську освіту має 19,2 % усього населення. 

У 2001 р. нараховувалося 24 домогосподарства (з них 41,7 % складалися з однієї особи, 25 % з двох осіб,16,7 % з 3 осіб, 8,3 % з 4 осіб, 4,2 % з 5 осіб, 0 % з 6 осіб, 4,2 % з 7 осіб, 0 % з 8 осіб і 0 % з 9 і більше осіб).

Активне населення міста у 2001 р. працювало у таких сферах діяльності: у сільському господарстві — 21,7 %, у промисловості — 13 %, на будівництві — 4,3 % і у сфері обслуговування — 60,9 %. 

 У муніципалітеті або у власному районі (кумарці) працює 12 осіб, поза районом — 15 осіб.

### Безробіття
У 2007 р. нараховувалося 1 безробітний (у 2006 р. — 0 безробітних), з них чоловіки становили 100 %, а жінки — 0 %.

## Житловий фонд
У 2001 р. 0 % усіх родин (домогосподарств) мали житло метражем до 59 м2, 25 % — від 60 до 89 м2, 41,7 % — від 90 до 119 м2 і
33,3 % — понад 120 м2.

З усіх будівель у 2001 р. 25,8 % було одноповерховими, 71,2 % — двоповерховими, 3 % — триповерховими, 0 % — чотириповерховими, 0 % — п'ятиповерховими, 0 % — шестиповерховими,
0 % — семиповерховими, 0 % — з вісьмома та більше поверхами.

## Автопарк
| \| Автомобілі, зареєстровані у місті, за призначенням \| Автомобілі, зареєстровані у місті, за призначенням \| Автомобілі, зареєстровані у місті, за призначенням \| \| Рік \| 2006 р. \| 2005 р. \| \| -------------------------------------------------- \| -------------------------------------------------- \| -------------------------------------------------- \| \| Приватні автомобілі \| 46,2 % \| 43,2 % \| \| Мотоцикли \| 15,4 % \| 16,2 % \| \| Вантажівки \| 38,5 % \| 40,5 % \| \| Трактори \| 0 % \| 0 % \| \| Автобуси та ін. \| 0 % \| 0 % \| \| Усього автомобілів \| 39 шт. \| 37 шт. \| |         |         |
| Автомобілі, зареєстровані у місті, за призначенням |         |         |
| Рік | 2006 р. | 2005 р. |
| Приватні автомобілі | 46,2 %  | 43,2 %  |
| Мотоцикли | 15,4 %  | 16,2 %  |
| Вантажівки | 38,5 %  | 40,5 %  |
| Трактори | 0 %     | 0 %     |
| Автобуси та ін. | 0 %     | 0 %     |
| Усього автомобілів | 39 шт.  | 37 шт.  |

## Вживання каталанської мови
У 2001 р. каталанську мову у місті розуміли 100 % усього населення (у 1996 р. — 100 %), вміли говорити нею 96,3 % (у 1996 р. — 100 %), вміли читати 92,6 % (у 1996 р. — 73,3 %), вміли писати 64,8 % (у 1996 р. — 30 %). Не розуміли каталанської мови 0 %.

## Політичні уподобання
У виборах до Парламенту Каталонії у 2006 р. взяло участь 32 особи (у 2003 р. — 24 особи). Голоси за політичні сили розподілилися таким чином:
| \| Вибори до Парламенту Каталонії \| Вибори до Парламенту Каталонії \| Вибори до Парламенту Каталонії \| \| Рік \| 2006 р. \| 2003 р. \| \| -------------------------------------- \| ------------------------------ \| ------------------------------ \| \| Конвергенція та Єднання (CiU) \| 43,8 % \| 41,7 % \| \| Соціалістична партія Каталонії (PSC) \| 6,2 % \| 12,5 % \| \| Народна партія (PP) \| 3,1 % \| 8,3 % \| \| Ініціатива за зелену Каталонію (IC) \| 3,1 % \| 4,2 % \| \| Республіканська лівиця Каталонії (ERC) \| 43,8 % \| 33,3 % \| \| Громадянська партія (C's) \| 0 % \| 0 % \| \| Інші \| 0 % \| 0 % \| |         |         |
| Вибори до Парламенту Каталонії |         |         |
| Рік | 2006 р. | 2003 р. |
| Конвергенція та Єднання (CiU) | 43,8 %  | 41,7 %  |
| Соціалістична партія Каталонії (PSC) | 6,2 %   | 12,5 %  |
| Народна партія (PP) | 3,1 %   | 8,3 %   |
| Ініціатива за зелену Каталонію (IC) | 3,1 %   | 4,2 %   |
| Республіканська лівиця Каталонії (ERC) | 43,8 %  | 33,3 %  |
| Громадянська партія (C's) | 0 %     | 0 %     |
| Інші | 0 %     | 0 %     |